# Topar (stacja kolejowa)
Topar (kaz. Топар; ros. Топар) – towarowa stacja kolejowa w miejscowości Topar, w rejonie Abaj, w obwodzie karagandyjskim, w Kazachstanie. Położona jest na odgałęzieniu linii Astana – Szu. Obsługuje eletrownię karagandyjską ГРЭС-2.